# Dmitrij Alexejevič Komar
Dmitrij Alexejevič Komar (rusky Дмитрий Алексеевич Комарь) (6. listopadu 1968, Něstěrovo – 21. srpna 1991, Moskva) byl řidič vysokozdvižného vozíku zaměstnaný v podniku Interiér v Moskvě. Zahynul v noci 21. srpna 1991 během Srpnového puče.